# Jazmín Beirak Ulanosky
Jazmín Beirak Ulanosky (Madrid, 2 de desembre de 1978) es una política, historiadora de l'art i investigadora en polítiques culturals espanyola.
Nascuda a Madrid el 2 de desembre de 1978, filla d'exiliats argentins, es va llicenciar en història i en teoria de l'Art. Va treballar com a investigadora a la Biblioteca Nacional d'Espanya. Participant en el cercle de Cultura de Podem, va entrar com a diputada de la desena legislatura de l'Assemblea de Madrid després de les eleccions autonòmiques de maig de 2015, a les quals es va presentar dins de la llista de Podem. Es va convertir en la portaveu de Cultura del grup parlamentari de Podem Comunitat de Madrid al parlament regional.
Es va presentar a les primàries de Més Madrid de cara a les eleccions a l'Assemblea de Madrid de 2019 dins de la llista d'Íñigo Errejón.